# Trichterrutsche

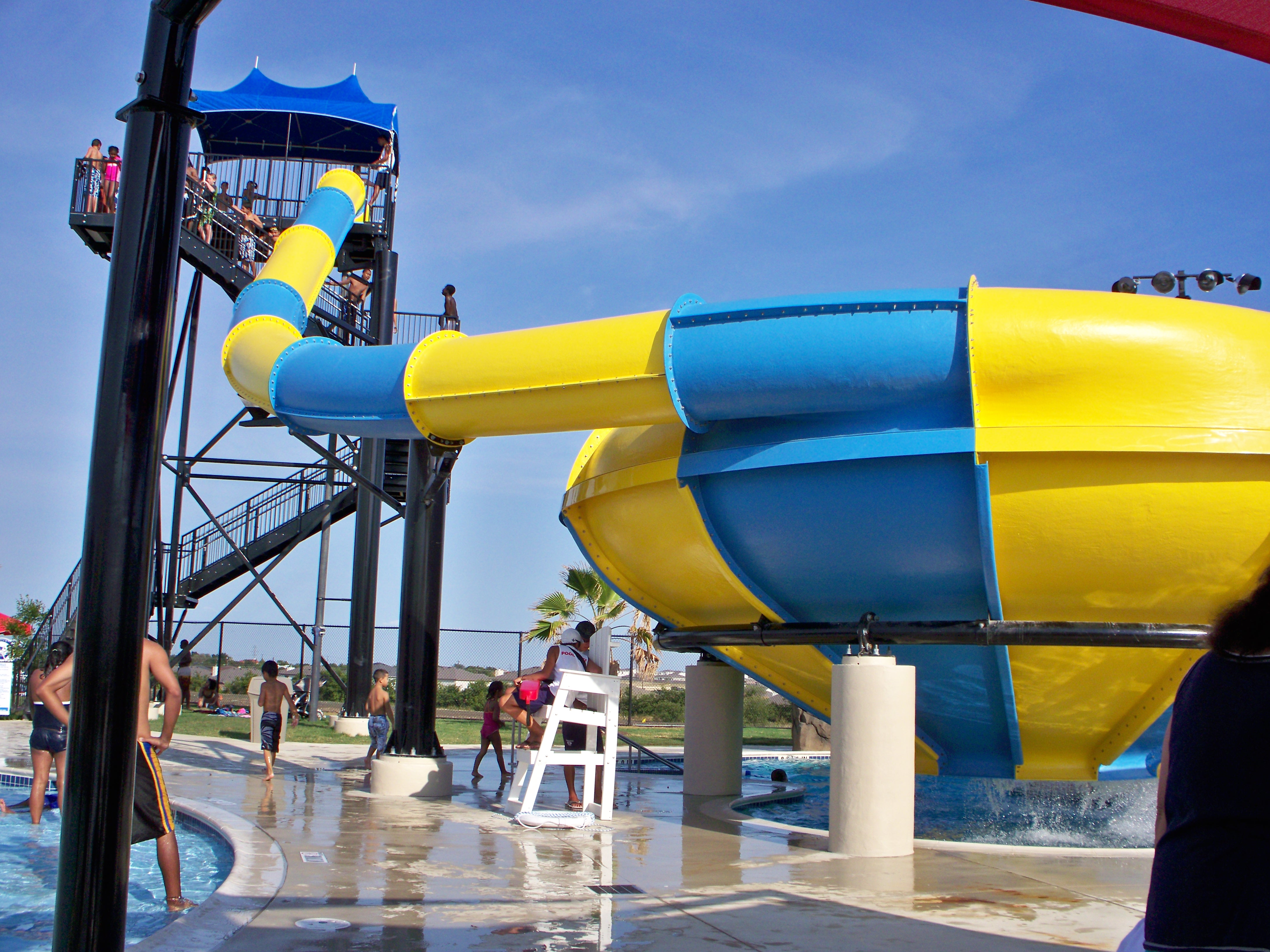
Eine Trichterrutsche von außen. Gut zu sehen ist die Beschleunigungsbahn oben links.

Eine Trichterrutsche ist eine Form der Wasserrutsche, bei der ein großer Trichter als Herzstück dient.

## Funktionsweise
Eine Trichterrutsche besteht aus einer normalen Röhrenrutsche oberhalb des Trichters, wo der Benutzer an Geschwindigkeit gewinnt. Diese Rutsche mündet dann seitlich in den Trichter, der kessel- bis halbkugelförmig ausgebildet ist. Aufgrund der gewonnenen Geschwindigkeit bewegt sich der Rutschende dann kreisförmig im Trichter, bis er mit nachlassender Geschwindigkeit die Mitte des Trichters erreicht. Dort befindet sich ein Loch oder ein Eingang zu einer weiteren Rutsche. Bei Ausführungen mit Loch fällt der Benutzer in ein darunterliegendes Wasserbecken. Trichterrutschen können als Körper- oder Reifenrutsche ausgeführt sein.

## Verbreitung

### Rutschen DACH-Gebiet
In Deutschland findet man diesen Rutschentyp im monte mare Obertshausen, in der Therme Erding jeweils eine im Innen- und eine im Außenbereich, in der Titania-Therme in Neusäß, im Miramar Freizeitzentrum Weinheim (mit angeschlossener Halfpipe-Rutsche), im Kristall Palm Beach, im Aqualand Köln, im Freizeitbad Cham und im Tropical Islands. Seit der Saison 2014 bietet auch das Topas Spassbad im Ferienzentrum Schloss Dankern eine Trichterrutsche. Im Nettebad in Osnabrück gibt es seit 2016 eine. 2018 öffnete eine Trichterrutsche im Europabad Karlsruhe. Der 2019 eröffnete Wasserpark Rulantica besitzt zwei Trichterrutschen; eine mit Reifen (innen) und eine ohne Reifen (außen). 2024 öffnete im Freizeitbad Greifensteine in Geyer eine weitere Trichterrutsche.
In Österreich gibt es zwei Trichterrutschen, diese befinden sich in der Therme Loipersdorf und ist mit Reifen zu berutschen, sowie seit 2014 in der Erlebnis-Therme Amadé in Altenmarkt im Pongau.
In der Schweiz gibt es eine Trichterrutsche im Alpamare in Pfäffikon SZ am Zürichsee, im Aquaparc in Le Bouveret am Genfersee sowie im Lido Locarno.

### Rutschen Weltweit
In den Niederlanden sind drei Anlagen zu finden, unter anderem im Ferienpark Duinrell in Wassenaar bei Den Haag.